# エウヘニア・オステルベルヘル
エウヘニア・オステルベルヘル(Eugenia Osterberger)として知られるプルデンシア・エウヘニア・フアナ・オステルベルヘル・ルアルド（Prudencia Eugenia Juana Osterberger Luard, 1852年12月20日 - 1932年2月8日）は、スペイン・サンティアゴ・デ・コンポステーラ出身の作曲家・ピアニスト。ソーニエ夫人(Madame Saunier)としても知られている。

## 経歴

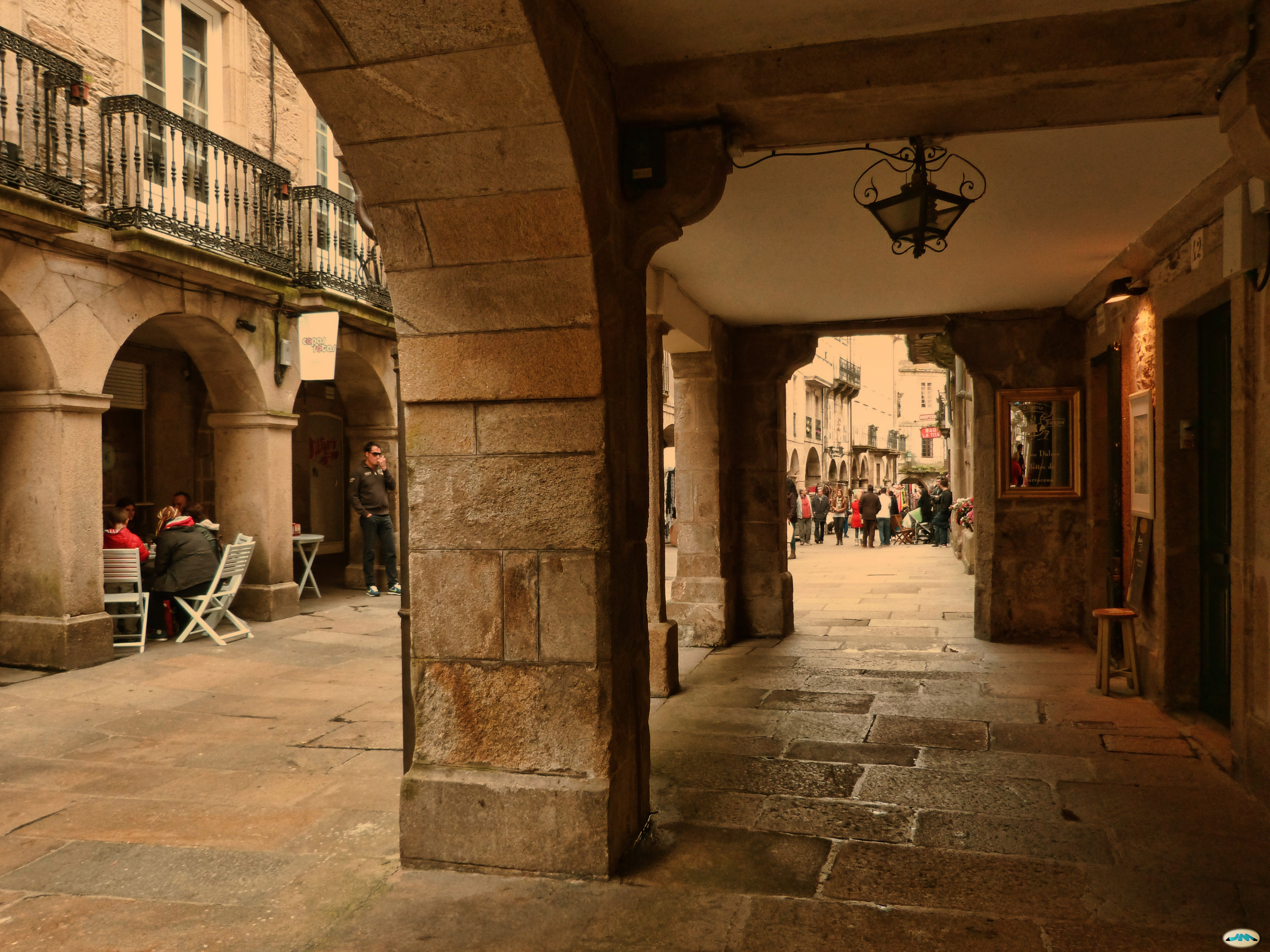
生家があるサンティアゴ・デ・コンポステーラの通り

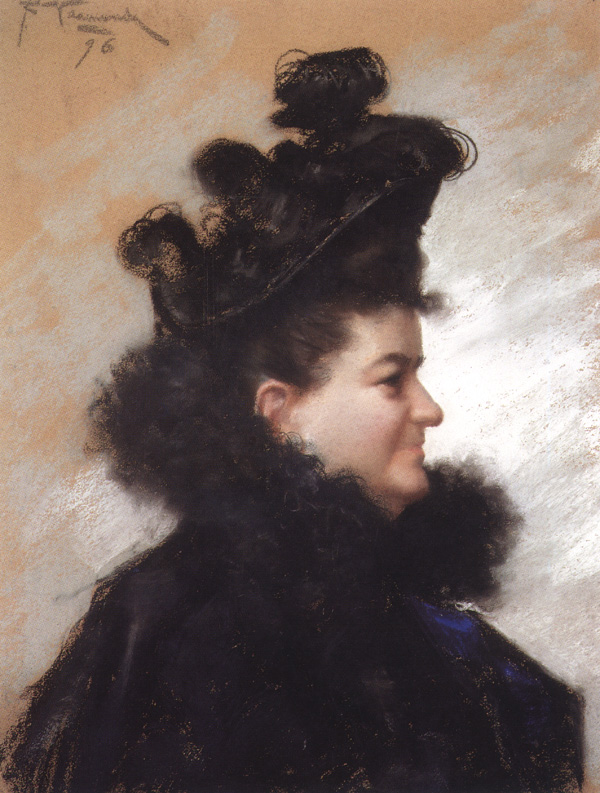
交友があった女流小説家エミリア・パルド・バサン

父親はフランスのアルザス地域圏出身、母親はスペイン・ガリシア地方のア・コルーニャ出身である。1852年12月20日にサンティアゴ・デ・コンポステーラに生まれ、すぐに音楽に興味を示したことから、幼少時からピアノを習った。彼女はやがてフランスに渡り、フランス人技師のフランシスコ・ソーニエと結婚して、ア・コルーニャに落ち着いた。
ガリシア地方では当時の著名な音楽家のみならず、1歳年上の女流小説家エミリア・パルド・バサンなど、著名な文学人とも交友があった。音楽分野での貢献が評価され、1906年にレアル・アカデミア・ガレガ（ガリシア王立アカデミー）が設立されると、彼女はその会員に推挙された。1908年には家族とともに南フランスのニースに転居し、死去する1932年までニースで暮らした。

## 作品
彼女の作品はほとんど知られていないものの、ア・コルーニャのカヌート・ベレア出版、パリのF・ローレンス社、マドリードのベニート・ソサージャ社やカーサ・ドテシオ社から出版されている。彼女が作曲した作品には、ピアノのみのための曲や、ピアノと声楽のための曲などがある。彼女は楽曲の製作だけでなく、ガリシア文化の発展のための活動も行った。ア・コルーニャ時代のピアノの教え子には、後にマドリードで活躍した女性ピアニストピラール・カスティージョ・サンチェスがいる。